# Villaldama
Villaldama è un comune del Messico, situato nello stato di Nuevo León.